# Flugzeugüberführungsgeschwader 1
Das Flugzeugüberführungsgeschwader 1 war ein Verband der Luftwaffe der Wehrmacht im Zweiten Weltkrieg. Seine Aufgabe war die Überführung von neugebauten Flugzeugen der Flugzeugwerke zu den Einsatzverbänden an der Front.

## Geschichte
Der Geschwaderstab entstand am 1. Mai 1942 in Berlin. Anfangs unterstanden dem Geschwaderstab 7 Staffeln direkt, bevor am 23. September 1943 die Umgliederung in 7 Gruppen umgesetzt wurde. Es entstanden unter dem Geschwaderstab die Gruppe Nord in Elbing, die Gruppe Ost in Krakau, die Gruppe Mitte in Berlin-Tempelhof, die Gruppe Südost in Wien, die Gruppe Süd in Erding, die Gruppe West in Wiesbaden und die Ergänzungsgruppe in Jüterbog.
1944 war das Geschwader in nunmehr 5 Gruppen zu 2 bis 4 Staffeln gegliedert: Die Flugzeugüberführungsgruppe Nord in Elbing, Ost in Krakau, Süd in Erding, Südost in Wien und West in Wiesbaden. Die Gruppe West wurde am 20. September 1944 aufgelöst und deren 2. und 3. Staffel an die Gruppe Süd abgegeben.
Am 8. Mai 1945, nach der bedingungslosen Kapitulation der Wehrmacht, wurde das Geschwader aufgelöst.

## Kommandeure

### Geschwaderkommodore
| Dienstgrad     | Name           | Zeit                               |
| -------------- | -------------- | ---------------------------------- |
| Oberstleutnant | Markus Zeidler | 1. Mai 1942 bis 20. September 1944 |
| Major          | Otto Stams     | 24. Januar 1945 bis 8. Mai 1945    |

### Gruppenkommandeure
Gruppe Nord
- Major Siegfried Taubert, 23. September 1943 bis ?[10]

Gruppe Ost
- Major Karl Schaake, 23. September 1943 bis ?[11]

Gruppe Mitte
- Major Siegfried Taubert, 23. September 1943 bis Juni 1944[12]

Gruppe Südost
- Major Edwin Brunner, 23. September 1943 bis ?[13]

Gruppe Süd
- Major Franz Fachner, 23. September 1943 bis März 1945[14]

Gruppe West
- Major Hans-Jürgen Willers, 23. September 1943 bis 12. Juli 1944[15]

Ergänzungsgruppe
- Major Hans Zander, 23. September 1943 bis 30. April 1944[16]
- Hauptmann Heinz Rollberg, 1. Mai 1944 bis 2. Juli 1944[17]
- Hauptmann Harald Höpfner, 3. Juli 1944 bis 23. November 1944[18]